# جون هال ستيفنز
جون هال ستيفنز (بالإنجليزية: John Hall Stephens)‏ هو محامي وسياسي أمريكي، ولد في 22 نوفمبر 1847 في مقاطعة شيلبي في الولايات المتحدة، وتوفي في 18 نوفمبر 1924 في مونروفيا في الولايات المتحدة. حزبياً، نشط في الحزب الديمقراطي. وقد انتخب عضو مجلس ولاية تكساس وانتخب عضو مجلس النواب الأمريكي.